# Lophocharis salpina
Lophocharis salpina is een raderdiertjessoort uit de familie Mytilinidae. De wetenschappelijke naam van deze soort is voor het eerst geldig gepubliceerd in 1834 door Ehrenberg.